# David Miller (seglare)
David Miller, född den 18 september 1943 i Vancouver, är en kanadensisk seglare.
Han tog OS-brons i soling i samband med de olympiska seglingstävlingarna 1972 i München.